# Luděk Zelenka
Luděk Zelenka (Liberec, 11 settembre 1973) è un ex calciatore ceco, di ruolo attaccante.

## Palmarès

### Club

#### Competizioni nazionali
- Coppa della Repubblica Ceca: 1

Slavia Praga: 2001-2002